# 威廉斯冰流
威廉斯冰流（英語：Williams Ice Stream），是南極洲的冰流，位於埃爾斯沃思地，全長約24公里，最終在弗萊徹半島以東注入韋納伯冰架，以美國地質調查局的地質學家命名，現時由南極條約體系管理。